# Ferlles Nuevo Campestre
Ferlles Nuevo Campestre är en ort i Mexiko.   Den ligger i kommunen Nacajuca och delstaten Tabasco, i den sydöstra delen av landet, 700 km öster om huvudstaden Mexico City. Ferlles Nuevo Campestre ligger 10 meter över havet och antalet invånare är 396.
Terrängen runt Ferlles Nuevo Campestre är mycket platt. Runt Ferlles Nuevo Campestre är det tätbefolkat, med 442 invånare per kvadratkilometer. Närmaste större samhälle är Villahermosa, 4,6 km söder om Ferlles Nuevo Campestre. Trakten runt Ferlles Nuevo Campestre består till största delen av jordbruksmark.